# 陈一坚
陈一坚（1930年06月21日—），福建福州人，飞机设计专家，中国工程院院士，中国航空工业集团公司第一飞机设计院研究员。

## 履历[1]
- 1952年，于清华大学毕业。
- 1999年，当选中国工程院院士。